# لکسینگتون (ماساچوست)
لکسینگتون (به انگلیسی: Lexington) شهرکی در شهرستان میدلسکس ایالت ماساچوست می‌باشد که در سال ۱۷۱۳ بنیان‌گذاری شده‌است. این شهرک در سرشماری سال ۲۰۱۰ میلادی، ۳۱٬۳۹۴ نفر جمعیت داشته‌است.